# Ludwig Flamm
Ludwig Flamm   (Viena, 29 de gener de 1885 - Viena, 4 de desembre de 1964) fou un físic austríac.
Ludwig Flamm, qui venia d'una família de rellotgers, va estudiar física a la Universitat de Viena. El 1916 va rebre el pro venia legendi a la Universitat Tècnica de Viena i el 1919 va aconseguir una càtedra. Des del 1922 fins al 1956 Flamm va ser professor i membre del tauler per física a la Universitat Tècnica de Viena. Va actuar com a degà de 1929 a 1931 i com a rector de 1930 a 1931. Flamm va ser també membre de l'Acadèmia austríaca de Ciències. Flamm es va casar amb l'Elsa, la filla més jove de Ludwig Boltzmann. El seu fill Dieter Flamm va ser professor universitari a l'Institut de Física Teòrica de la Universitat de Viena.

## Obra
Ludwig Flamm va treballar en diverses àrees de la física teòrica, incloent-hi la mecànica quàntica i la teoria de la relativitat general, i pel que fa la Mètrica de Schwarzschild, la "paraboloide de Flamm". Va ser el primer a descriure solucions que portaven a connexions, ara anomenades forat de cuc, en el continu espaitemps.

## Premis (llista parcial)
- 1961: Condecoració austríaca de les Ciències i les Arts
- 1963: Premi Erwin Schrödinger
- El "Flammweg" a Simmering, Viena, va ser anomenat després d'ell.